# Karel Piták
Karel Piták (ur. 28 stycznia 1980 w Hradcu Králové) – czeski piłkarz grający na pozycji pomocnika. Od 2017 gra w klubie SK Zápy. Trzykrotnie wystąpił w reprezentacji Czech w piłce nożnej.